# بروتوكول (اتصالات)

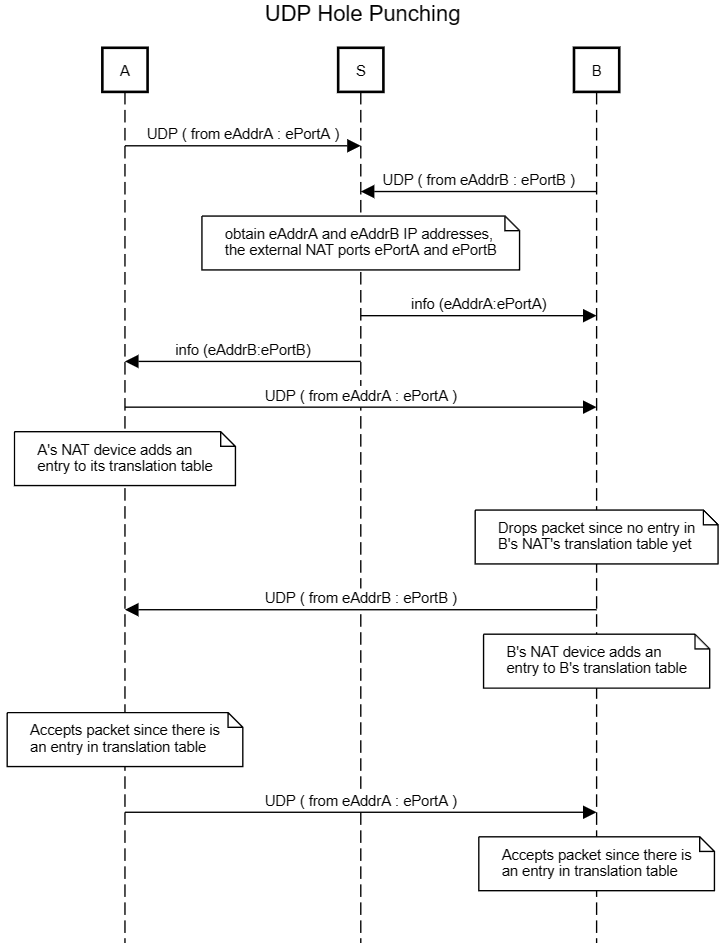
مخطط تسلسل الرسائل الذي يوضح ثقب UDP

في الاتصالات السلكية واللاسلكية، بروتوكول الاتصالات أو الميفاق (بالإنجليزية: Protocol)‏ هو نظام من القواعد لتبادل البيانات داخل أو بين أجهزة الحاسوب.
في المعلوماتية، يشكل (البروتوكول)الميثاق أو معيار أو الاتفاق الذي ينظم ويمكن من إجراء عملية ربط (connection)، الاتصال communication، ونقل البيانات بين جهازين. بالشكل الأبسط، يمكن أن نعرف الميثاق على أنه «قواعد التحكم» (the rules governing) الصياغة النحوية (syntax)، والدلالية (semantics) والتزامن (synchronization) في عملية الاتصال. يمكن أن تطبق المواثيق من قبل عتاد صلب، أو برمجيات أو مزيج من هذا وذاك. يحدد الميثاق في أدنى مستوياته سلوك الاتصال في العتاد الصلب. للوصول إلى اتفاق، يمكن تطوير بروتوكول في معيار تقني. لغة البرمجة يصف نفسه بالنسبة الحسابية، لذلك هناك تشابه وثيق بين البروتوكولات وخوارزميات البرمجة.

## أنظمة التواصل
المعلومات المتبادلة بين الأجهزة من خلال الشبكة، أو وسائل الإعلام الأخرى محكومة بـقواعد واتفاقيات دولية ومنصوص عليها في المواصفات الفنية بمعايير بروتوكول الاتصالات. وبطبية الرسالة تسلك الرسالة مواصفات بروتوكول الدولة المعتمد منها
في نظام الحوسبة الرقمية، يمكن التعبير عن القواعد من الخوارزميات وهياكل البيانات. التعبير عن الخوارزميات في لغة برمجة محمولة يجعل نظام التشغيل برمجيات بروتوكول مستقل.
أنظمة التشغيل عادة ما تحتوي على مجموعة من العمليات التي تعالج البيانات على التواصل مع بعضها البعض مشتركة المتعاونة. ويخضع هذا الاتصال عن طريق بروتوكولات مفهومة جيدا، والتي يمكن تضمينها في رمز العملية نفسها.
في المقابل، لأنه لا يوجد ذاكرة مشتركة، وأنظمة التواصل يجب أن التواصل مع بعضهم البعض باستخدام وسيلة نقل مشترك. انتقال ليس بالضرورة موثوق بها، والنظم المختلفة قد تستخدم أنظمة الأجهزة و / أو تشغيل مختلفة.
لتنفيذ بروتوكول الشبكات، وربطه وحدات البرامج بروتوكول مع إطار تنفيذها على نظام تشغيل الجهاز. هذا الإطار تنفذ وظائف الشبكات من نظام التشغيل. والأطر أشهرها هي TCP نموذج / IP ونموذج OSI .
في ذلك الوقت تم تطوير الإنترنت، وطبقات ثبت أن يكون أسلوب التصميم الناجح لكلا مترجم ونظام التشغيل التصميم، ونظرا لأوجه التشابه بين لغات البرمجة وبروتوكولات الاتصال، تم تطبيق طبقات إلى البروتوكولات أيضا. وهذا أتاح ترتفع إلى مفهوم بروتوكولات الطبقات التي تشكل في الوقت الحاضر على أساس تصميم البروتوكول.
النظم عادة لا تستخدم بروتوكول واحد للتعامل مع الإرسال. وبدلا من ذلك فإنها تستخدم مجموعة من البروتوكولات المتعاونة، أحيانا تتشارك مجموعة البروتوكول أو بروتوكول مثل. بعض مجموعة بروتوكول أشهرها ما يلي: IPX / SPX ، X.25،AX.25، اتصال AppleTalk و TCP / IP .
ويمكن ترتيب البروتوكولات القائمة على وظائف في مجموعات، على سبيل المثال هناك مجموعة من بروتوكولات النقل. يتم تعيين وظائف على طبقات، كل طبقة حل فئة مميزة من المشاكل المتعلقة، على سبيل المثال: application-، بالنقل، بالإنترنت والشبكة واجهة وظائف لنقل رسالة، وبروتوكول لا بد من اختيار من كل طبقة، لذلك نوعا من مضاعفة demultiplexing تأخذ مكان. ويتم إنجاز اختيار بروتوكول المقبل من خلال توسيع الرسالة مع محدد بروتوكول لكل طبقة.

## المتطلبات الأساسية للبروتوكولات
يتم إرسال الرسائل وتلقيها على التواصل أنظمة لإقامة الاتصالات. ولذلك ينبغي بروتوكولات تحدد القواعد التي تحكم عملية الإرسال. بشكل عام، فإن الكثير من التالية ينبغي معالجتها:
تنسيقات البيانات لتبادل البيانات. يتم تبادل bitstrings رسالة الرقمي. وتنقسم bitstrings في الحقول وكل حقل يحمل المعلومات ذات الصلة في البروتوكول. من الناحية النظرية ينقسم bitstring إلى قسمين يسمى منطقة رأس وناحية البيانات. يتم تخزين الرسالة الفعلية في ناحية البيانات، لذلك يحتوي على منطقة رأس الحقول مع أكثر ملاءمة للبروتوكول. Bitstrings أطول من حدة الإرسال القصوى وتنقسم (MTU) في قطع من الحجم المناسب.
itstrings لأنفسهم، وينبغي معالجتها أو ينبغي تجاهلها. ويمكن تحديد اتصال بين المرسل والمتلقي باستخدام زوج عنوان (عنوان المرسل وعنوان المتلقي). عادة بعض القيم عنوان لها معان خاصة. وبالجميع 1 يمكن أن تؤخذ عنوان الصورة على أنها تعني ومعالجة جميع المحطات على الشبكة، وإرسال ذلك إلى هذا العنوان شأنه أن يؤدي إلى البث على الشبكة المحلية. ويطلق على قواعد واصفا معاني قيمة عنوان جماعي ل نظام العنونة.
تعيين عنوان. أحيانا تحتاج إلى بروتوكولات الخريطة عناوين مخطط واحد على عناوين مخطط آخر. على سبيل المثال لترجمة عنوان IP المنطقي المحدد من قبل التطبيق إلى عنوان الأجهزة إيثرنت. ويشار إلى هذا على أنه تعيين عنوان.
التوجيه. عندما لا ترتبط النظم مباشرة، وأنظمة وسيطة على طول الطريق تحتاج إلى المتلقي المقصود (ق) لإعادة توجيه رسائل نيابة عن المرسل. على شبكة الإنترنت، وترتبط الشبكات باستخدام أجهزة التوجيه. وتسمى هذه الطريقة في الشبكات التي تربط خاصة بالإنترنت.
الكشف عن أخطاء الإرسال ضروري على الشبكات التي لا يمكن أن تضمن عملية خالية من الأخطاء. في نهج مشترك، تتم إضافة مراكز التأهيل المجتمعي من ناحية البيانات إلى نهاية الحزم، مما يجعل من الممكن لجهاز الاستقبال للكشف عن الاختلافات الناجمة عن الأخطاء. المتلقي يرفض الحزم على الاختلافات CRC ويرتب بطريقة أو بأخرى لإعادة الإرسال.
شكر وتقدير من الاستقبال الصحيح من الحزم مطلوب لل اتصال مهيأ للاتصال. يتم إرسال شكر وتقدير من أجهزة الاستقبال إلى المرسلين كل منها.
فقدان المعلومات - مهلة وإعادة المحاولة. قد يتم فقدان الحزم على الشبكة أو تعاني من تأخيرات طويلة. للتعامل مع هذا، في ظل بعض البروتوكولات، مرسل قد يتوقع اعتراف من استقبال الصحيح من المتلقي في غضون فترة معينة من الزمن. على مهلة، لم تلقى المرسل يجب أن تتحمل الحزمة وبإعادة إرسال ذلك. في حالة وجود صلة مكسورة بشكل دائم، وإعادة الإرسال ليس له تأثير وبالتالي فإن عدد عمليات إعادة إرسال محدود. تجاوز الحد إعادة المحاولة يعتبر خطأ.
اتجاه تدفق المعلومات يحتاج إلى معالجة إذا يمكن أن يحدث الإرسال فقط في اتجاه واحد في وقت واحد كما في أحادي الاتجاه الروابط. ويعرف هذا التحكم بالوصول إلى الوسائط. ترتيبات يجب أن تتم لاستيعاب الحال عندما تريد طرفين لكسب السيطرة في نفس الوقت.
السيطرة تسلسل. لقد رأينا أن bitstrings طويلة وتنقسم في القطع، ثم أرسلت على الشبكة بشكل فردي. القطع قد تضيع أو تأخر أو تأخذ مسارات مختلفة إلى وجهتهم في بعض أنواع الشبكات. ونتيجة لذلك القطع قد تصل خارج التسلسل. يمكن إعادة الإرسال يؤدي إلى قطع مكررة. عن طريق وضع علامات القطع مع المعلومات تسلسل في المرسل، المتلقي يمكن تحديد ما فقد أو تكرار، اطلب إعادة إرسال اللازمة وإعادة تجميع الرسالة الأصلية.
التحكم في التدفق هو مطلوب عندما يرسل المرسل أسرع من المتلقي أو معدات الشبكات وسيطة يمكن معالجة الإرسال. التحكم في التدفق يمكن تنفيذها عن طريق إرسال الرسائل من جهاز الاستقبال إلى المرسل.
الحصول على البيانات عبر شبكة ليست سوى جزء من المشكلة بالنسبة لبروتوكول. البيانات الواردة لابد من تقييمها في سياق التقدم للمحادثة، لذلك البروتوكول لديه لتحديد قواعد واصفا السياق. ويقال أن هذا النوع من قواعد للتعبير عن جملة من الاتصالات. قواعد أخرى تحدد ما إذا كانت البيانات غير هادف للسياق الذي تبادل تأخذ مكان. ويقال أن هذا النوع من قواعد للتعبير عن دلالات من الاتصالات.

### نظام المواصفات
طرق رسمية لوصف بناء جملة الاتصالات هي الخلاصة بناء الجملة تدوين واحد (وهو ISO قياسي) أو المعقم باكوس-ناعور شكل (وهي IETF قياسي).
نماذج محدودة دولة آلة  بالتواصل بـ آلة ذات حالات محدودة للدولة تستخدم لوصف رسميا التفاعلات المحتملة للبروتوكول.

## روابط خارجية
- بروتوكولات الاتصالات